# Zond 1967A
Zond 1967A byl sovětský bezpilotní Sojuz verze 7K-L1 určený pro oblet Měsíce, šlo o testovací let pro budoucí mise z posádkou. Sonda byla podobná Zondu 4 a Zondu 1967B. Let byl zahájen dne 28. září 1967 z Bajkonuru v Kazachstánu. Raketa selhala minutu po startu, ale Zond pomocí záchranného systému SAS bezpečně přistál.